# ATP St. Pölten 1996
L'ATP St. Pölten 1996, noto come International ÖTV Raiffeisen Grand Prix per motivi di sponsorizzazione, è stato un torneo professionistico maschile di tennis giocato sulla terra rossa. È stata la 16ª edizione del torneo – la settima inserita nell'ATP Tour – era della categoria ATP World Series e si è svolta nell'ambito dell'ATP Tour 1996. Si è giocato dal 20 al 26 maggio 1996 allo Sportzentrum Niederösterreich di Sankt Pölten, in Austria.
È stata la terza edizione di questo torneo giocata a Sankt Pölten, le prime nove edizioni si erano svolte a Bari, le tre iniziali facevano parte delle Challenger Series e le sei successive erano state poste sotto l'egida del Grand Prix. Prima di approdare a Sankt Pölten, il torneo era quindi stato trasferito per quattro edizioni a Genova, dove per la prima volta è stato inserito nell'ATP Tour.

## Campioni

### Singolare
Marcelo Ríos ha battuto in finale  Félix Mantilla con il punteggio di 6–2, 6–4

### Doppio
Sláva Doseděl /  Pavel Vízner hanno battuto in finale  David Adams /  Menno Oosting con il punteggio di 6–7, 6–4, 6–3